# Koro (langue du Vanuatu)
Pour les articles homonymes, voir koro.
Le koro est une langue parlée par 250 personnes au sud de l'île de Gaua, dans les îles Banks, au nord du Vanuatu.
Comme toutes les langues autochtones du Vanuatu, le koro appartient au groupe des langues océaniennes (langues océaniennes du Sud), lui-même une branche de la grande famille des langues austronésiennes.

## Nom

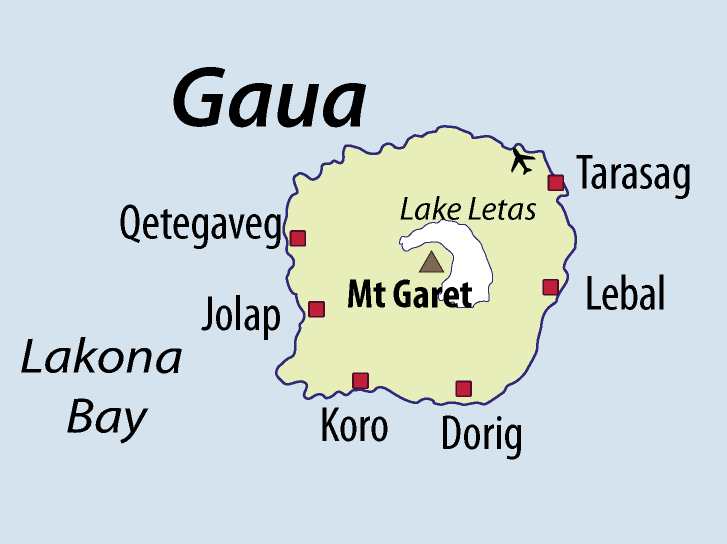
Carte de Gaua

Le nom koro provient du village de Koro sur la côte sud de Gaua, où cette langue est parlée.

## Phonologie

### Voyelles
Le koro a huit voyelles phonologiques : une diphtongue /ɛ͡a/ et sept monophtongues.
|             | Antérieures | Centrales | Postérieures |
| ----------- | ----------- | --------- | ------------ |
| Fermées     | [i]         |           | [u]          |
| Pré-fermées | [ɪ]         |           | [ʊ]          |
| Mi-ouvertes | [ɛ]         |           | [ɔ]          |
| Ouverte     |             | [a]       |              |